# Sumerische Sprache
Die sumerische Sprache ist die Sprache des altorientalischen Kulturvolkes der Sumerer. Sie ist nach bisherigen Erkenntnissen mit keiner anderen bekannten Sprache verwandt, weswegen man sie als isolierte Sprache bezeichnet. Dem grammatischen Bau nach handelt es sich um eine (überwiegend suffigierende) agglutinierende Sprache. Gesprochen wurde Sumerisch in Südmesopotamien vor allem im 3. Jahrtausend v. Chr., seine Anfänge liegen im Dunkeln. Spätestens ab 2000 v. Chr. wurde es vermutlich nur noch als Zweitsprache verwendet und von anderen Sprachen, insbesondere vom Akkadischen (Babylonischen) verdrängt. Ab der ausgehenden altbabylonischen Zeit im 17. Jahrhundert v. Chr. ist es dann als gesprochene Sprache gänzlich ausgestorben. Gleichwohl lebte es als Gelehrtensprache in Religion, Literatur und Wissenschaft in ganz Mesopotamien noch bis ins 1. Jahrhundert v. Chr. fort. Nach heutigem Kenntnisstand ist das Sumerische die erste Sprache, für die eine Schrift entwickelt wurde (um 3300 v. Chr.). Ihre schriftliche Überlieferung umfasst einen Zeitraum von rund 3000 Jahren.
Hinweis: Bei der Schreibung der sumerischen Wörter wird auf die Angabe der Graphemvarianten (unterschiedliche Keilschriftzeichen) verzichtet und stattdessen eine normalisierte Form ohne Akzente und Indizes verwendet (so auch Zólyomi 2005). Diese Darstellungsform erleichtert Nicht-Keilschriftkundigen wesentlich das Verständnis der linguistischen Aspekte, um die es hier vor allem geht.

## Sumerisch – eine isolierte altorientalische Sprache

### Die älteste Schriftsprache

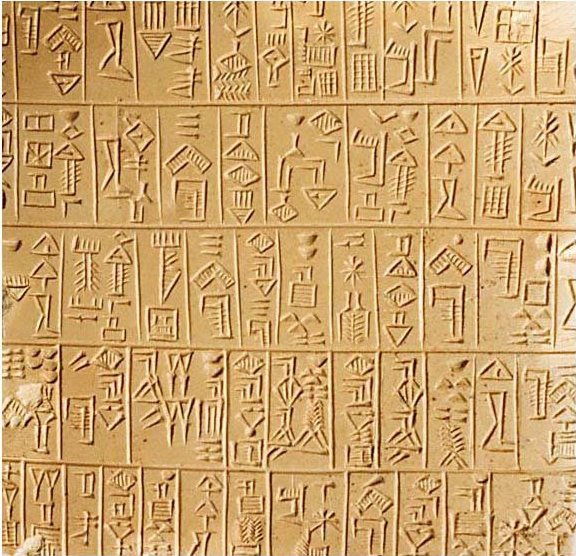
Eine sumerische Monumentalinschrift aus dem 26. Jahrhundert v. Chr.

Spätestens seit etwa 3500 v. Chr. spielten die Sumerer in Südmesopotamien eine entscheidende Rolle beim Übergang der Bevölkerung zur Hochkultur, insbesondere auch bei der Entwicklung einer für Wirtschaft und Verwaltung brauchbaren Schrift etwa um 3200 v. Chr. (Funde in Uruk IVa). Dies ist die älteste Schriftentwicklung der Menschheitsgeschichte; die ägyptischen Hieroglyphen sind nur annähernd so alt wie sie. Ob es zwischen den beiden mit Abstand ältesten Schriftsystemen der Welt eine Beziehung gab, ist eine bisher ungeklärte Frage der Ägyptologie und der Altorientalistik.
Um 3200 v. Chr. ging man dazu über, die Muster, die auf tönernen Zählmarken eingeritzt waren, in größere Tonklumpen zu ritzen und mit zusätzlichen Zeichen zu versehen. Aus dieser archaischen Form entwickelte sich in wenigen Jahrhunderten die mesopotamische Keilschrift zur vollen Blüte – so benannt nach der Form ihrer Zeichen, die durch das Eindrücken eines kantigen Griffels in den weichen Ton entstanden. Sie ist auf Tontafeln und anderen Trägern wie Statuen und Gebäuden erhalten, die bei archäologischen Grabungen in Mesopotamien entdeckt wurden. Diese Schrift adaptierten die Akkader, Babylonier, Assyrer, Eblaiter, Elamiter, Hethiter, Hurriter und Urartäer jeweils für ihre eigene Sprache.
Ursprünglich wurde die sumerische Keilschrift als ideographische oder logographische Schrift entwickelt. Jedes Zeichen entsprach einem Wort, und diese Zeichen ließen zunächst noch gut erkennen, welcher Begriff gemeint war. Im Laufe weniger Jahrhunderte entwickelte man nach dem Rebus-Prinzip zusätzlich eine Form der Silbendarstellung, bei der vielen Zeichen ein oder mehrere phonetische Silbenwerte (meist bestehend aus V, CV, VC oder CVC) zugeordnet wurden (V steht hier für einen Vokal, C für einen Konsonanten). Es entwickelte sich eine logographisch-phonologische Schrift.
Am Beispiel des folgenden kurzen Textes, einer Backsteininschrift des Stadtfürsten Gudea von Lagaš (um 2130 v. Chr.), sollen die Begriffe der Transliteration der Keilschrift und deren Zerlegung bei der grammatikalischen Analyse illustriert werden.
| Keilschrift     |             |                          |                       |
| Transliteration | diĝir inana | nin-kur-kur-ra           | nin-a-ni              |
| Analyse         | dInana      | nin+kur+kur+ak           | nin+ani+[ra]          |
| Glossierung     | Inana       | Herrin-Land-Land-GENITIV | Herrin-seiner-[DATIV] |

|           |            |               |
| gu3-de2-a | pa.te.si   | šir.bur.la ki |
| Gudea     | ensi2      | Lagaski       |
| Gudea     | Stadtfürst | von-Lagas     |

|                              |
| ur-diĝir-ĝa2-tum3-du10-ke4   |
| ur+dĜatumdu+ak+e             |
| Held(?)-der-Ĝatumdu(Ergativ) |

|                         |                   |
| e2-ĝir2-su.ki.ka-ni     | mu-na-du3         |
| e2+Ĝirsuki+ak+ani       | mu+na+n+du3       |
| seinen-Tempel-von-Ĝirsu | hat-er-ihr-gebaut |

Bemerkungen: diĝir und ki sind hier Determinative, sie werden bei der Analyse hochgestellt; pa.te.si und šir.bur.la sind diri-Komposita.
Übersetzung: Für Inanna, die Herrin aller Länder, seine Herrin, hat Gudea, der Stadtfürst von Lagaš und Held (unsicher) der Ĝatumdu, sein Haus von Ĝirsu gebaut.
Die sumerische Schrift und Fragen der Transkription und Transliteration werden in diesem Artikel nicht weiter behandelt; es wird auf den Artikel Keilschrift verwiesen.

### Die sumerisch-akkadische Koexistenz
Im gesamten 3. Jahrtausend spielte das Sumerische in Südmesopotamien in sprachlicher Hinsicht die Hauptrolle – unterbrochen nur in der Zeit des semitischen Reichs von Akkad (2350–2200 v. Chr.). Die Sumerer mussten sich seit etwa 2600 v. Chr. zunehmend mit semitischer Konkurrenz (den Akkadern, zuerst im Norden Mesopotamiens) auseinandersetzen, wobei weniger von einer feindseligen Position der beiden Bevölkerungsgruppen auszugehen ist als von einem weitgehend friedlich verlaufenden Assimilations- und Integrationsprozess, der letztlich zu einer Koexistenz dieser Völker und ihrer Sprachen führte (man spricht in diesem Zusammenhang vom sumerisch-akkadischen linguistischen Konvergenzgebiet mit wechselseitiger sprachlicher Beeinflussung; siehe Dietz Otto Edzard 2003). Spätestens seit 2000 v. Chr. – nach anderen schon in der Ur-III-Zeit – verlor das Sumerische als gesprochene Sprache allmählich seine Bedeutung. Das sumerische ethnische Element ging nach und nach ganz in der – auch durch weitere Zuwanderungen – wachsenden semitischen Bevölkerung auf. Um 1700 v. Chr., spätestens 1600 v. Chr., endete die Existenz des Sumerischen als gesprochene Sprache. Als Sprache des Kults, der Wissenschaft, der Literatur und offizieller Königsinschriften fand es noch lange Verwendung. Die letzten sumerischen Texte stammen aus der Endphase der Keilschriftepoche (um 100 v. Chr.).

### Sprachperioden und Textarten
Man teilt die dreitausendjährige Sprachgeschichte des Sumerischen in folgende Perioden:
1. Archaisches Sumerisch oder Frühsumerisch 3100–2600 v. Chr. Aus dieser Periode stammen fast nur Wirtschafts- und Verwaltungstexte, Funde hauptsächlich aus Uruk (Phase IVa und III) und Šuruppak. Aus der Dschemdet-Nasr-Zeit gibt es einige Rechtsurkunden und literarische Kompositionen in archaischer Form. Da die grammatischen Elemente – Markierungen grammatischer Funktionen bei Nomen und Verb – nur vereinzelt geschrieben wurden, tragen die Texte wenig zur Erhellung der grammatischen Struktur des Sumerischen bei.
2. Altsumerisch 2600–2150 v. Chr. Überwiegend Wirtschafts- und Verwaltungstexte, schon erste längere Königsinschriften, vereinzelte literarische Texte. Hauptfundort ist Lagaš. Die Texte dieser Phase geben schon einigen Aufschluss über die sumerische Grammatik. Nach der Zeit des semitisch geprägten Akkadischen Reiches (2350–2200 v. Chr.), das mit einem starken Rückgang des sumerischen Materials einherging, kam es zu einer sumerischen Renaissance.
3. Neusumerisch 2150–2000 v. Chr. Die größte Funddichte aus der Zeit der III. Dynastie von Ur (Ur-III-Zeit), zahllose Wirtschaftstexte aus Lagaš, Umma und Ur. Etliche Rechts- und Prozessurkunden wurden überliefert. Von zentraler Bedeutung sind die umfangreichen, auf Zylindern überlieferten Bauhymnen des Ensis Gudea von Lagaš (um 2130 v. Chr.), die eine grundlegende grammatische Analyse des Sumerischen erlaubten (Adam Falkenstein 1949/78).
4. Spätsumerisch 2000–1700 v. Chr. Nutzung des Sumerischen noch als gesprochene Sprache in Teilen Südmesopotamiens (Raum Nippur), vor allem aber intensiv als Schriftsprache für Gesetzes- und Verwaltungstexte und königliche Inschriften (oft zweisprachig sumerisch-akkadisch). Viele literarische Werke, die aus älteren Zeiten mündlich überliefert worden waren, fanden in dieser Zeit erstmals ihre sumerische Schriftform, darunter auch die sumerische Fassung einiger Teile des Gilgamesch-Epos.
5. Nachsumerisch 1700–100 v. Chr. Das Sumerische wurde nicht mehr als gesprochene Sprache verwendet und auch als Schriftsprache weitgehend vom Akkadischen (Babylonisch im Süden, Assyrisch im Norden Mesopotamiens) verdrängt, es spielte nur noch die Rolle einer Gelehrten-, Kult- und Literatursprache. Deren langanhaltende Bedeutung zeigt aber die Tatsache, dass sich noch im 7. Jahrhundert v. Chr. der assyrische König Aššur-bāni-apli damit hervortut, sumerische Texte lesen zu können. Aus der nachsumerischen Zeit stammt auch ein großer Teil der zweisprachigen lexikalischen Listen (akkadisch-sumerisch), die im 19. Jahrhundert einen Zugang zur sumerischen Sprache erst ermöglichten.

### Dialekte und Soziolekte
Obwohl ein später lexikalischer Text eine Reihe von Dialekten (besser: Soziolekten) des Sumerischen auflistet, bleibt neben der Normalsprache eme-gi(r) nur der Soziolekt eme-sal greifbar, zudem nur in spätsumerischer literarischer Überlieferung. Diese Sprachform wurde hauptsächlich dann verwendet, wenn in literarischen Texten weibliche Wesen zu Wort kommen, während erzählende Teile und die Reden der Männer in der Normalsprache geschrieben sind. Die Hauptunterschiede zur Normalsprache sind eine teilweise lautliche Umgestaltung der Wortwurzeln und morphologischen Bildungselemente, aber auch der Gebrauch nicht im Hauptdialekt vorkommender Wörter (zum Beispiel mu-ud-na statt nital „Gemahl“, mu-tin statt ki-sikil „Jungfrau“).

Karte der wichtigen Städte von Sumer und Elam

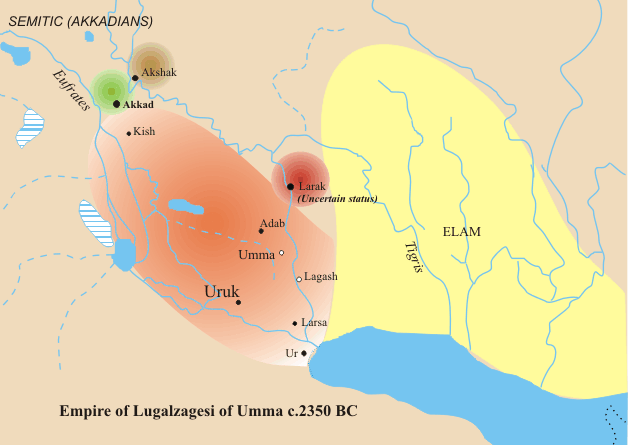
Sumer und Elam zur Zeit des Königs Lugal-Zagesi 2375–2347 v. Chr.

### Die Wiederentdeckung des Sumerischen

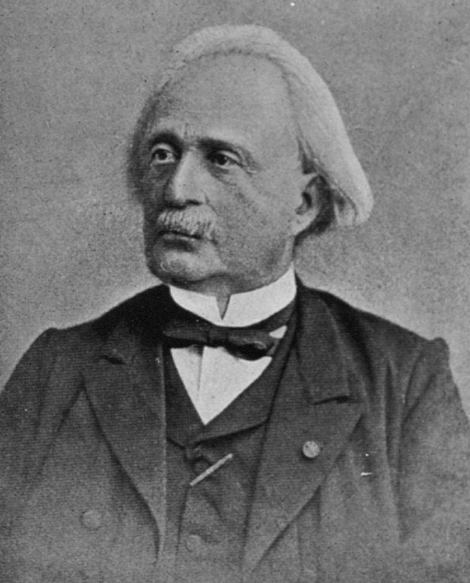
Jules Oppert

Um die Zeitenwende ging jede Kenntnis des Sumerischen und der Keilschrift verloren. Im Gegensatz zu den Assyrern, Babyloniern und Ägyptern, deren Wirken in der Geschichtsschreibung des klassischen Altertums breit dokumentiert ist, gibt es in diesen Berichten keinen Hinweis auf die Existenz der Sumerer. Mit der Entzifferung der Keilschrift seit dem Anfang des 19. Jahrhunderts wurden zunächst drei Sprachen entdeckt: das semitische Akkadisch (in seiner babylonischen Form), das indogermanische Altpersisch und das Elamische, eine isolierte Sprache im Südwesten des Irans. Erst später erkannte man unter den babylonischen Texten eine vierte Sprache, die Jules Oppert 1869 als erster Sumerisch (nach der akkadischen Bezeichnung šumeru) nannte. Die Selbstbezeichnung der Sumerer für ihre Sprache war eme-gi(r), was vielleicht „einheimische Sprache“ bedeutet; ihr Land nannten sie kengir. Existenz und Benennung der Sprache waren jedoch noch längere Zeit umstritten und konnten erst 20 Jahre später nach Funden von bilingualen Texten in Ninive sowie durch die reichlichen Textfunde in Lagaš durch die Archäologen Ernest de Sarzec und Léon Heuzey von François Thureau-Dangin einwandfrei belegt werden. Letzterer erschloss die sumerische Sprache schließlich mit seinem Werk Die sumerischen und akkadischen Königsinschriften von 1907 für die wissenschaftliche Erforschung.

### Beziehungen zu anderen Sprachen
Es gab zahlreiche Versuche, das Sumerische mit anderen Sprachen oder Sprachfamilien in eine Verwandtschaftsbeziehung zu setzen. Keiner dieser Vorschläge konnte die Fachwelt bisher überzeugen. Somit wird das Sumerische weiterhin mehrheitlich als isolierte Sprache betrachtet. Wenn es in prähistorischer Zeit mit dem Sumerischen verwandte Sprachen gegeben haben sollte, so sind sie nicht schriftlich fixiert worden und somit für einen Vergleich verloren.

#### Sumerisch als eine Sprache in der Dene-Kaukasischen Makrofamilie
In der aktuellen Diskussion über Makrofamilien gilt das Sumerische für einige Forscher, so John D. Bengtson (1997), als ein Kandidat für die dene-kaukasische Makrofamilie, die das Sinotibetische, die nordkaukasischen, die jenisseischen und die Na-Dené-Sprachen umfasst, zusätzlich werden die sonst als isoliert betrachteten Sprachen Burushaski, Baskisch und eben Sumerisch hinzugerechnet.

### Vorgänger und Nachbarn der Sumerer
Ob die Sumerer in Südmesopotamien autochthon oder – vielleicht im Laufe des 4. Jahrtausends – zugewandert waren, lässt sich bis heute nicht entscheiden. Es fällt schwer, ein eventuelles Auftreten der Sumerer in Südmesopotamien mit bestimmten archäologischen Entwicklungen in Zusammenhang zu bringen. Die ältere sumerische Sprachforschung (zum Beispiel Adam Falkenstein) ging davon aus, dass die Sumerer in Südmesopotamien nicht autochthon waren, sondern erst im 4. Jahrtausend dorthin eingewandert sind und eine dort ansässige Vorbevölkerung überlagert haben. Das wurde an einem vermeintlich vorsumerischen Sprachsubstrat (manchmal als „protoeuphratisch“ bezeichnet) festgemacht. Aus dieser Schicht sollten die nicht sumerisch erklärbaren Städtenamen, darunter Ur, Uruk (Unug), Larsa und Lagaš, Götternamen wie Nanše und Gatumdu, aber auch landwirtschaftliche Begriffe wie apin „Pflug“, engar „Pflüger“, ulušin „Emmerbier“, nimbar „Dattelbaum“, nukarib „Gärtner“, taskarin „Buchsbaum“ und Bezeichnungen aus dem Bereich der Metallverarbeitung wie simug „Schmied“ und tibira „Metallarbeiter“ stammen, was natürlich für den Kulturstand der Sumerer bei Zuwanderung nach Mesopotamien einige Fragen aufwirft.
Heute wird eine „vorsumerische“ Interpretation der oben genannten Beispiele keineswegs als sicher betrachtet, da es an der genauen Kenntnis fehlt, wie ein „sumerisches“ oder ein „nichtsumerisches“ Wort etwa in der ersten Hälfte des 3. Jahrtausends ausgesehen haben mag. Insbesondere galten in der frühen Forschung mehrsilbige Wörter als „unsumerisch“, was von anderen Autoren aber als ungeeignetes Kriterium angesehen wird. Sowjetische Forscher (wie Igor Michailowitsch Djakonow und Wladislaw Ardsinba) stellten auch die Hypothese auf, dass charakteristisch silbenreduplizierende Wörter (daher die Bezeichnung „Bananen-Sprache“, nach der charakteristischen Reduplikation im englischen Wort banana) aus der unbekannten, älteren Substratsprache stammten, die als Entlehnungen im Sumerischen erhalten geblieben seien. Dazu G. Rubio (1999): „Es gibt kein einheitliches Substrat, das seine Spuren im sumerischen Lexikon hinterlassen hätte. Alles was man entdecken kann, ist ein komplexes Netz von Entlehnungen, deren Richtung man oft schwer bestimmen kann.“ Gordon Whittaker (2008) geht allerdings davon aus, dass im Sumerischen ein Substrat zu sehen ist, das er als indogermanisch einordnet. 
Mit den schon erwähnten semitischen Akkadern gingen die Sumerer nach und nach eine Symbiose ein, die natürlich auch wechselseitige Auswirkungen auf die beiden Sprachen hatte. Dies betrifft die Wortstellung im Satz, Phonetik, das Kasussystem, vor allem wechselseitige Wortentlehnungen: etwa 7 % des akkadischen Wortschatzes sind Entlehnungen aus dem Sumerischen, aber auch das Sumerische besaß in den späteren Perioden einen drei- bis vierprozentigen akkadischen Anteil (Edzard (2003)).
Daneben sind vor allem noch die Elamiter im Gebiet Chusistan am persischen Golf zu erwähnen (heute Südwestiran), deren Kultur und Wirtschaft schon seit Beginn des 3. Jahrtausends von der sumerischen Hochkultur beeinflusst wurde. Dies hatte auch Auswirkungen auf die elamischen Schriftsysteme, da neben Eigenentwicklungen auch Schriftformen Mesopotamiens übernommen und adaptiert wurden. Ein umgekehrter Einfluss von Elam auf Sumer ist kaum nachweisbar.
Ein Einfluss auf die sumerische Sprache durch „Fremdvölker“ – Lulubäer, Gutäer und andere, die Sumer phasenweise im 3. Jahrtausend beherrschten – ist ebenfalls nicht greifbar, schon deswegen nicht, weil die Sprachen dieser Ethnien so gut wie unbekannt sind.

## Sprachtypus

### Vorbemerkung
Diese Kurzdarstellung der sumerischen Sprache konzentriert sich auf die Nominal- und Verbalmorphologie, es werden nur die grammatischen Standardphänomene behandelt, auf Ausnahmen und Sonderfälle wird nur vereinzelt hingewiesen. Die Darstellung basiert vor allem auf den Grammatiken von Dietz Otto Edzard (2003) und Gábor Zólyomi (2005).
Bei der Darstellung der sumerischen Formen wird auf die Angabe der Graphemvarianten (unterschiedliche Keilschriftzeichen) verzichtet und stattdessen eine normalisierte Form ohne Akzente, Indizes und phonetische Supplemente verwendet (so auch Zólyomi 2005). Diese Methode erleichtert Nicht-Keilschriftkundigen wesentlich das Verständnis der linguistischen Aspekte, um die es hier vor allem geht.

### Grammatischer Bau
Das Sumerische kann man kurz als agglutinierende Split-Ergativsprache mit grammatischem Geschlecht (Personen- und Sachklasse) charakterisieren. (Split-Ergativität bedeutet, dass die Ergativkonstruktion – sie wird unten erklärt – nicht durchgehend verwendet wird, sondern in bestimmten Zusammenhängen auch die von europäischen Sprachen bekannte Nominativ-Akkusativ-Konstruktion vorkommt.) Das Verb steht am Satzende, die Position der anderen Satzglieder hängt von verschiedenen Faktoren ab, Nominal- und Verbalphrase sind eng verzahnt.
Es gibt keine Ausprägung der Wortarten Substantiv versus Verb, dieselben Stämme (Wurzeln) – viele sind einsilbig – können für beide Funktionen genutzt werden. Zum Beispiel heißt dug sowohl „Rede“ als auch „sprechen“. Die jeweilige Funktion wird an den Funktionsmarkern (Morpheme, die grammatische Funktionen markieren) und der Stellung im Satz deutlich, die Stämme bleiben unverändert. Es gibt insbesondere keine Infixe (wie zum Beispiel im Akkadischen).

### Schwierigkeiten der Bestimmung von Laut- und Formeninventar
Die Mehrdeutigkeit (Homophonie) vieler Silben der für das Sumerische verwendeten Keilschrift könnte vermuten lassen, dass das Sumerische eine Tonsprache war, bei der unterschiedliche Tonhöhen bedeutungsdifferenzierend wirkten. Allerdings spricht dagegen, dass es in Vorderasien sonst keine Tonsprachen gibt. Es kann auch sein, dass ein größerer Phonemreichtum als der heute aus der Schrift rekonstruierbare von den Defiziten dieses Schriftsystems überdeckt wird.
Da das Sumerische lange ausgestorben ist und in einem oft nicht eindeutig interpretierbaren Schriftsystem überliefert wurde, lassen sich Phonologie und Morphologie nur näherungsweise beschreiben, was auch erklären kann, warum es immer noch sehr unterschiedliche Theorien über die Verbalmorphologie (insbesondere das Präfixsystem des finiten Verbs) gibt.

## Phoneme
Das Phoneminventar ist – soweit aus der Schrift erkennbar – recht einfach. Den vier Vokalen /a e i u/ stehen 16 Konsonanten gegenüber:
| Transliteration | b | d | g |  | p  | t  | k  |  | z | s | š | ḫ |  | r | r̂   | l | m | n | ĝ |
| Aussprache      | p | t | k |  | pʰ | tʰ | kʰ |  | ʦ | s | ʃ | x |  | r | (?) | l | m | n | ŋ |

Das Phonem /r̂/ (oder auch /dr/) wird von Bram Jagersma und Gábor Zólyomi als aspirierte dentale Affrikate [ʦʰ] gelesen. Da es in akkadischen Lehnwörtern als [r] erscheint, ist diese Analyse strittig.
Viele Wissenschaftler (u. a. Edzard (2003)) gehen von der Existenz eines /h/-Phonems aus. Dessen genaue Aussprache, ob laryngal oder pharyngal, ist jedoch ebenso ungeklärt wie die Frage nach weiteren Phonemen.

## Nominalmorphologie

### Personen- und Sachklasse
Das Sumerische besitzt ein grammatisches Geschlecht, das eine „Personenklasse“ (Abkürzung PK oder HUM) und eine „Sachklasse“, genauer „Nicht-Personenklasse“ (Abkürzung SK oder NONHUM), unterscheidet. Tiere gehören in der Regel zur „Sachklasse“. Dieses Zweiklassensystem hat Auswirkungen unter anderem bei der Konjugation und Pluralbildung. Das grammatische Geschlecht ist einem Wort nicht formal anzusehen.

### Pluralbildung
Das Sumerische hat zwei Numeri, den unmarkierten Singular und einen Plural. Der Plural wird nur bei den Nomina der Personenklasse markiert, der Pluralmarker (Morphem zur Markierung des Plurals) ist fakultativ und lautet /-ene/, nach Vokalen /-ne/. Bei Zahlattributen entfällt die Markierung, bei Nomina der Sachklasse bleibt der Plural unmarkiert.
Der Plural kann – auch zusätzlich zum Marker – durch Doppelsetzung des Substantivs oder des nachgestellten Adjektivattributs gebildet werden. Bei Nomina der Sachklasse kann das Attribut -hi.a (eigentlich Partizip von hi „mischen“) die Funktion einer Pluralisierung übernehmen.
Beispiele zur Pluralbildung
| Sumerisch  | Deutsch                                                        |
| ---------- | -------------------------------------------------------------- |
| diĝir-ene  | die Götter (PK)                                                |
| lugal-ene  | die Könige (PK)                                                |
| lugal-umun | sieben Könige (Marker entfällt, da Zahlwort vorhanden)         |
| bad        | die Mauer (sg), die Mauern (pl) (SK, daher ohne Kennzeichnung) |
| du-du      | die Worte, alle Worte (Totalisierung)                          |
| kur-kur    | die Berge, Fremdländer; alle Berge, Fremdländer                |
| šu-šu      | die Hände                                                      |
| a-gal-gal  | die großen (gal) Wasser (a)                                    |
| udu-hi-a   | verschiedene Schafe (SK)                                       |

### Ergativität
Das Sumerische ist eine Ergativsprache. Es besitzt also unterschiedliche Kasus für das Agens (das Subjekt) des transitiven Verbums und das Subjekt des intransitiven Verbums. Der erste Kasus heißt Ergativ, der zweite Absolutiv, er wird zusätzlich für das Objekt (das Patiens) transitiver Verben benutzt.
- Ergativ > Agens (Subjekt) transitiver Verben
- Absolutiv > Subjekt intransitiver Verben und direktes Objekt (Patiens) transitiver Verben

Beispiele zur Ergativkonstruktion (die Verbformen werden im Abschnitt Verbalmorphologie erklärt)
| Sumerisch               | Deutsch                                           | Erläuterung                                                        |
| ----------------------- | ------------------------------------------------- | ------------------------------------------------------------------ |
| lugal-Ø mu-ĝen-Ø        | der König (lugal) kam (mu-ĝen)                    | intransitives Verb: Subjekt (lugal) im Absolutiv                   |
| lugal-e bad-Ø i-n-sig-Ø | der König riss (i-n-sig-Ø) die Mauer (bad) nieder | transit. Verb: Agens (lugal-e) im Ergativ, Obj. (bad) im Absolutiv |

Da im Sumerischen nicht durchgehend diese Ergativkonstruktion, sondern teilweise auch die Nominativ-Akkusativ-Konstruktion verwendet wird, spricht man von „gespaltener Ergativität“ oder „Split-Ergativität“.
Ergativische Konstruktion und Nominativ-Akkusativ-Konstruktion im Vergleich
|                            | Subj. transit. Verb | Subj. intrans. Verb | Obj. transit. Verb |
| -------------------------- | ------------------- | ------------------- | ------------------ |
| Ergativ-Absolutiv-Schema   | Ergativ             | Absolutiv           | Absolutiv          |
| Nominativ-Akkusativ-Schema | Nominativ           | Nominativ           | Akkusativ          |

### Kasusbildung
Der Kasus wird im Sumerischen sowohl am Nomen (durch Suffixe) als auch am Verb (durch Präfixe) markiert; dieses Phänomen wird in der Linguistik als „double marking“ bezeichnet. In der älteren Forschung wurden die Kasus allein anhand der nominalen Markierung definiert. Dadurch kommt man auf eine Zahl von neun Kasus, wovon die Nomina der Personenklasse sieben und die der Sachklasse acht ausbilden. Die Kasusmarker (Morpheme zur Markierung der Kasus) sind im Singular und Plural identisch und stehen am Ende einer Nominalphrase (siehe unten), insbesondere hinter dem Pluralmarker /-ene/.
Die Kasusmarkierung mittels Verbalpräformativen wird durch Phänomene von Kontraktionsregeln im Zusammenspiel mit den Auswirkungen der Silbenschrift kompliziert, die die Kasusmarker teilweise sehr stark verändern. Darauf kann hier nicht im Detail eingegangen werden (vgl. Falkenstein 1978, Edzard 2003), zumal gerade in diesem Bereich die grammatische Erforschung des Sumerischen noch ziemlich im Fluss ist.
Nach einer neueren, unter anderem von Zólyomi vertretenen Auffassung (vgl. Zólyomi 2004 Weblink) sind für die Definition des Kasus im Sumerischen die nominale und die verbale Markierung gleichermaßen heranzuziehen. Ein Kasus wäre danach jede vorkommende Kombination eines der nominalen Marker mit einem der verbalen Marker. Nach dieser Zählweise ergibt sich für die Gesamtzahl der sumerischen Kasus eine deutlich höhere Anzahl als neun.
Die nominalen Kasusmarkierungen der Nomina lugal „König“ und ĝeš „Baum“ lauten wie folgt:
Beispiel: Deklination durch Kasusmarker
| Kasus      | lugal        | ĝeš     | Funktion/ Bedeutung                                         |
| ---------- | ------------ | ------- | ----------------------------------------------------------- |
| Absolutiv  | lugal-Ø      | ĝeš-Ø   | Subjekt intrans. Verben / dir. Obj. transit. Verben         |
| Ergativ    | lugal-e      | (ĝeš-e) | Agens (Subjekt) transitiver Verben (fast ausschließlich PK) |
| Genitiv    | lugal-ak     | ĝeš-ak  | des Königs/Baums                                            |
| Äquativ    | lugal-gin    | ĝeš-gin | wie ein König/Baum                                          |
| Dativ      | lugal-ra     | -       | für den König (nur PK)                                      |
| Direktiv   | -            | ĝeš-e   | hin zu dem Baum (nur SK)                                    |
| Terminativ | lugal-še     | ĝeš-še  | in Richtung des Königs/Baums                                |
| Komitativ  | lugal-da     | ĝeš-da  | zusammen mit dem König/Baum                                 |
| Lokativ    | -            | ĝeš-a   | bei dem Baum (nur SK)                                       |
| Ablativ    | -            | ĝeš-ta  | vom Baum her (nur SK)                                       |
| Plural     | lugal-ene-ra | -       | für die Könige (Kasusmarker nach dem Pluralmarker)          |

Das Genitivattribut folgt in der Regel seinem Regens (Bestimmungswort), also
- z. B.   dumu-an-ak   „die Tochter (dumu) des (Himmelsgottes) An“

### Enklitische Possessiv-Pronomina
Konstruktionen wie „meine Mutter“ werden im Sumerischen durch pronominale possessive Enklitika ausgedrückt. Diese Enklitika lauten:
|          | 1. Person | 2. Person | 3. Person              |
| -------- | --------- | --------- | ---------------------- |
| Singular | -ĝu       | -zu       | (-a-)ni (PK), -bi (SK) |
| Plural   | -me       | -zu-ne-ne | (-a)-ne-ne             |

Beispiele zur Possessivbildung
| Sumerisch    | Deutsch                   |
| ------------ | ------------------------- |
| ama-zu       | deine Mutter              |
| dub-ba-ni    | seine / ihre Schreibtafel |
| ama-za(-k)   | deiner Mutter (Genitiv)   |
| dub-ba-ni-še | zu seiner / ihrer Tafel   |

Die Beispiele zeigen, dass das possessive Enklitikon vor dem Kasusmarker steht. -zu wird zum Beispiel vor /a/ zu -za (3. Beispiel).

### Nominalphrasen
Für alle Nominalphrasen (in der Sumerologie auch Nominalketten genannt) gibt es eine genau festgelegte Positionsfolge. Die Reihenfolge lautet:
- 1 Phrasenkopf + 2 attributive Adjektive oder Partizipien + 3 Numeralia + 4 Genitivattribute + 5 Relativsätze + 6 Possessor +
- 7 Pluralmarker + 8 Appositionen + 9 Kasusmarker

Natürlich müssen nicht alle Positionen belegt sein. Die Positionen (2), (4), (5) und (8) können ihrerseits durch komplexe Phrasen besetzt werden, so dass sich mehrfache Schachtelungen und sehr komplexe Konstruktionen ergeben können.
Die einzelnen Positionen einer Nominalphrase können wie folgt besetzt sein:
| Pos | Bezeichnung           | Besetzungsmöglichkeiten                                                                       |
| --- | --------------------- | --------------------------------------------------------------------------------------------- |
| 1   | Kopf                  | Nomina, Komposita, Pronomina; nominalisierte infinite Verbformen                              |
| 2   | Adjektive/Partizipien | Adjektive; infinite Verbformen (attributiv gebraucht)                                         |
| 3   | Numeralia             | Zahlwörter; (wenn diese Position besetzt ist, muss Position 7 leer bleiben)                   |
| 4   | Genitivattribute      | Nominalphrasen mit Genitiv-Kasusmarker (siehe oben)                                           |
| 5   | Relativsätze          | finite Sätze mit subordinierter (abhängiger) Verbform                                         |
| 6   | Possessor             | possessive pronominale Enklitika (siehe oben)                                                 |
| 7   | Pluralmarker          | Pluralmarker /-ene/ (nur wenn der Kopf der PK angehört und nicht durch Zahlen erweitert wird) |
| 8   | Appositionen          | Nominalphrasen, die ihrerseits aus den Positionen 1 bis 7 bestehen können                     |
| 9   | Kasusmarker           | Kasusmarker (siehe oben „Kasusbildung“)                                                       |

Zusätzlich ist eine sog. „antizipatorische Genitivkonstruktion“ möglich, bei der die Genitivphrase (Position 4) der übrigen Nominalphrase vorausgeht, aber durch ein resumptives Possessivpronomen (in Position 6) wiederholt wird. Ein Beispiel hierfür ist Beispiel 11 in der folgenden Übersicht.

### Beispiele sumerischer Nominalketten
Die Ziffern vor den Konstituenten beziehen sich auf die Position in der Kette. Man beachte die Schachtelungen […].
| Bsp. | Sumerisch                       | Analyse / Übersetzung |
| ---- | ------------------------------- | --- |
| 1    | dumu saĝ An-ak                  | 1 Tochter + 2 erstgeborene + 4 [1 An + 9 GEN] |
|      |                                 | „die erstgeborene Tochter des An“ |
| 2    | ama-ani-ra                      | 1 Mutter + 6 POSS + 9 DAT |
|      |                                 | „für seine Mutter“ |
| 3    | e libir-eš                      | 1 Haus + 2 alt + 9 TERM |
|      |                                 | „zum alten Haus“ |
| 4    | sipa anše-ak-ani                | 1 Hirte + 4 [1 Esel + 9 GEN] + 6 POSS |
|      |                                 | „sein Hirte des Esels“ = „sein Eselshirte“ |
| 5    | bad Lagaški-ak-a                | 1 Mauer(n) + 4 [1 LagašOrt + 9 GEN] + 9 LOK |
|      |                                 | „in den Mauern von Lagaš“ (Plural nicht gekennzeichnet) |
| 6    | e inr̂u-a-a                      | 1 Haus + 5 [er hat gebaut + SUBORD (-a)] + 9 LOK |
|      |                                 | „in dem Haus, das er gebaut hat“ |
| 7    | dumudEnlil-ak-ak                | 1 [1 Sohn + 4 [1GottEnlil + 9 GEN]] + 9 GEN |
|      |                                 | „des Sohnes des (Gottes) Enlil“ |
| 8    | ama dumu zid-ani-ene-ak-ra      | 1 Mutter + 4 [1 Sohn + 2 wahr + 6 sein + 7 PL + 9 GEN] + 9 DAT                                                                                                |
|      |                                 | „für die Mutter seiner wahren (d. h. legitimen) Söhne“ |
| 9    | ama dumu zid lugal-ak-ene-ak-ra | 1 Mutter + 4 [1 Sohn + 2 wahr + 4 {1 König + 9 GEN} + 7 PL + 9 GEN] + 9 DAT                                                                                   |
|      |                                 | „für die Mutter der wahren (= legitimen) Söhne des Königs“ |
| 10   | kaskal lu du-bi nu-gi-gi-ed-e   | 1 Pfad + 2 [1 Mann + 2 gehen (Partizip Präs.-Fut.) + 7 sein (bezogen auf den Pfad)] + nicht (nu-)-zurückkehren (gi-gi)-Partizip Präs./Fut. (-ed) + 9 DIR (-e) |
|      |                                 | „auf einen Pfad, von dem jemand, der ihn geht, nicht zurückkehrt“                                                                                             |
| 11   | lugal-ak dumu-ani-ra            | (antizipatorische Genitivkonstruktion) 4 [1 König + 9 GEN] + 1 Sohn + 6 sein (bez. auf den König) + 9 DAT                                                     |
|      |                                 | „für den Sohn des Königs“ (mit besonderer Betonung des „Königs“)                                                                                              |

Die Beispiele lassen erkennen, wie komplex geschachtelte Nominalketten werden können. Die hohe Regelhaftigkeit der Reihung erleichtert allerdings die Interpretation.

### Nominalphrasenstruktur anderer Sprachen zum Vergleich
| Bsp | Sprache    | Nominalphrase     | Analyse                    | Übersetzung              |
| --- | ---------- | ----------------- | -------------------------- | ------------------------ |
| 1   | Sumerisch  | šeš-ĝu-ene-ra     | Bruder – POSS – PL – KASUS | für meine Brüder         |
| 2   | Türkisch   | kardeş-ler-im-e   | Bruder – PL – POSS – KASUS | für meine Brüder         |
| 3   | Mongolisch | minu aqa-nar-dur  | POSS – Bruder – PL – KASUS | für meine Brüder         |
| 4   | Ungarisch  | barát-ai-m-nak    | Freund – PL – POSS – KASUS | für meine Freunde        |
| 5   | Finnisch   | talo-i-ssa-ni     | Haus – PL – KASUS – POSS   | in meinen Häusern        |
| 6   | Burushaski | u-mi-tsaro-alar   | POSS – Mutter – PL – KASUS | zu ihren (3.pl.) Müttern |
| 7   | Baskisch   | zahagi berri-etan | Schlauch – neu – PL+KASUS  | in den neuen Schläuchen  |
| 8   | Quechua    | wawqi-y-kuna-paq  | Bruder – POSS – PL – KASUS | für meine Brüder         |

Diese Beispiele (Nr. 1–5 sind aus Edzard 2003) zeigen, dass bei agglutinierenden Sprachen sehr unterschiedliche Typen von Nominalphrasen möglich sind, was die Reihenfolge ihrer Elemente betrifft. Bei allen genannten und den meisten anderen agglutinierenden Sprachen gilt aber, dass die Reihenfolge der Morpheme einer festen Regel unterworfen ist.

### Selbständige Personalpronomina
Das selbständige Personalpronomen lautet im Sumerischen:
|           | Singular |             | Plural       |           |
| --------- | -------- | ----------- | ------------ | --------- |
| 1. Person | ĝe       | ich         |              |           |
| 2. Person | ze       | du          |              |           |
| 3. Person | ane, ene | er, sie, es | anene, enene | sie (pl.) |

Die 1. und 2. Person Plural wird durch umschreibende Konstruktionen ersetzt. Das selbständige Personalpronomen besitzt keine Ergativform, hat also dieselbe Form als Subjekt transitiver und intransitiver Verben. Dies ist ein Grund, im Sumerischen von Split-Ergativität zu sprechen.

## Verbalmorphologie
Die Konstruktion des finiten sumerischen Verbums ist äußerst komplex, da außer den üblichen Tempus-Subjekt-Kennzeichnungen modale Differenzierungen, Hinweise auf die Richtung der Handlung, Rückverweise auf die Nominalphrase und pronominale Objekte der Handlung in der Verbalform unterzubringen sind. Man kann also im Sumerischen von einer polysynthetischen Verbalbildung reden. (Die Grundstruktur der sumerischen Verbalform hat typologisch große Ähnlichkeit mit der Verbalkonstruktion im Burushaski. Die Verteilung der Funktionen der pronominalen Suffixe und Präfixe bei transitiven und intransitiven Verben ist fast identisch. Allerdings ist das Tempussystem des Sumerischen wesentlich einfacher.)
Ähnlich wie bei der Nominalkette (siehe oben) ist die Position der jeweiligen Morpheme exakt festgelegt. Schwierigkeiten macht die praktische Analyse dennoch, da umfangreiche Kontraktions- und Assimilationsregeln und graphische Besonderheiten zu beachten sind. Viele „schwache“ Formantien wie /-e-/ können auch einfach entfallen.
Die Darstellung der Verbalmorphologie folgt Zólyomi 2005.

### Die 14 Positionen oder Slots einer sumerischen Verbalform
Vor der Verbalbasis (Verbstammform, siehe unten) können zehn verschiedene Präfixe, hinter der Verbalbasis bis zu drei Suffixe auftreten, das sumerische Verb besitzt also – einschließlich der Verbalbasis – 14 Positionen, an denen Morpheme eingesetzt werden können, die eine bestimmte Bedeutungsfunktion tragen, aus denen sich dann die Gesamtbedeutung der Verbform ergibt. Solche Positionen nennt man auch „Slots“ – ein Begriff aus der grammatischen Theorie der Tagmemik. Es gibt keine konkrete sumerische Verbform, bei der alle Positionen oder Slots besetzt wären. Manche Besetzungen schließen einander aus.
In der folgenden Tabelle werden die Slots sumerischer Verbalformen aufgeführt und in den nächsten Abschnitten einzeln erklärt, wobei die Erklärungsfolge aus Gründen des leichteren Zugangs nicht mit der Folge der Slots identisch ist.
Die Slots des sumerischen Verbs
| Slot | Besetzung                                                                            |
| ---- | ------------------------------------------------------------------------------------ |
| 1    | Negations-, Sequenz- oder Modalpräfix                                                |
| 2    | Koordinationspräfix /nga/                                                            |
| 3    | Ventivpräfix /mu/ oder /m/                                                           |
| 4    | Mediumpräfix /ba/                                                                    |
| 5    | Pronominal-adverbiales Präfix (mit Bezug zum ersten auftretenden adverbialen Präfix) |
| 6    | Adverbiales Präfix 1 – Dativ /a/                                                     |
| 7    | Adverbiales Präfix 2 – Komitativ /da/                                                |
| 8    | Adverbiales Präfix 3 – Ablativ /ta/ oder Terminativ /ši/                             |
| 9    | Adverbiales Präfix 4 – Lokativ /ni/ oder Direktiv /i/ bzw. /j/                       |
| 10   | Pronominales Präfix                                                                  |
| 11   | Verbalbasis (siehe Verbalklassen)                                                    |
| 12   | Präsens-Futur-Marker /ed/ oder /e/                                                   |
| 13   | Pronominales Suffix                                                                  |
| 14   | Subordinator /-a/: Nominalisierung der Verbalform                                    |

Als „Slot 0“ könnte man das prothetische Präfix /i-/ auffassen, das immer dann verwendet wird, wenn ansonsten nur ein einzelner Konsonant als Präfix vorhanden wäre, das Wort mit zwei Konsonanten anfinge oder wenn sonst kein Präfix vorhanden ist, die Verbform aber finit sein soll.

### Tempus-Aspekt
Das Sumerische besitzt keine absoluten Tempora, sondern ein relatives Tempus-Aspekt-System. Das „Präsens-Futur“ (auch „Imperfektiv“ genannt) bezeichnet – relativ zu einem Bezugspunkt – gleich- oder nachzeitige noch nicht abgeschlossene Handlungen, das „Präteritum“ (auch „Perfektiv“) drückt vorzeitige abgeschlossene Sachverhalte aus. Zustandsverben bilden nur das Präteritum aus.
Die Tempora Präsens-Futur und Präteritum werden im Indikativ durch unterschiedliche Affixe in den Slots 10 und 13, die Form der Verbalbasis (Slot 11) und den Präsens-Futur-Marker /-ed/ in Slot 12 unterschieden. Nicht alle drei Kennzeichnungsmöglichkeiten treten in einer Form auf.

### Verbalbasen und Verbalklassen (Slot 11)
Die sumerischen Verben lassen sich nach der Form ihrer Verbalbasen (Verbstammformen) in vier Klassen einteilen:
- Unveränderliche Verben: diese Verben besitzen dieselbe Basis für das Präsens-Futur und Präteritum (etwa 50 %–70 % aller Verben)
- Reduplizierende Verben: Die Basis wird im Präsens-Futur redupliziert, dabei können verschiedene Veränderungen auftreten.
- Erweiternde Verben: Die Präsens-Futur-Basis wird gegenüber der Präteritum-Basis durch einen Konsonanten erweitert.
- Suppletive Verben: Das Präsens-Futur benutzt eine völlig andere Basis als das Präteritum.

Außerdem wird bei manchen Verben bei pluralischem Agens oder Subjekt eine andere Basis als bei singularischem Agens oder Subjekt verwendet. Dies führt zu prinzipiell vier „Stammformen“ der Verbalbasis, wie an den folgenden Beispielen deutlich wird.
Beispiele zur Verbalbasis
| Verb               | Bedeutung    | Prät Sg | Prät Pl  | Präs-Fut Sg | Präs-Fut Pl | Klasse         |
| ------------------ | ------------ | ------- | -------- | ----------- | ----------- | -------------- |
| šum                | geben        | šum     | šum      | šum         | šum         | unveränderlich |
| gu                 | essen        | gu      | gu       | gu          | gu          | unveränderlich |
| ge                 | zurückkehren | ge      | ge       | ge-ge       | ge-ge       | reduplizierend |
| kur                | hineingehen  | kur     | kur      | ku-ku       | ku-ku       | reduplizierend |
| naĝ                | trinken      | naĝ     | naĝ      | na-na       | na-na       | reduplizierend |
| e                  | hinausgehen  | e       | e        | ed          | ed          | erweiternd     |
| te                 | sich nähern  | te      | te       | teĝ         | teĝ         | erweiternd     |
| ĝen/er(e)/du/su(b) | gehen        | ĝen     | er(e)    | du          | su(b)       | suppletiv      |
| dug/e              | sprechen     | dug     | e        | e           | e           | suppletiv      |
| gub/šu(g)          | stehen       | gub     | šu(g)    | gub         | šu(g)       | suppletiv      |
| til/se             | leben        | til     | se (sig) |             |             | suppletiv      |
| uš/ug              | sterben      | uš      | ug       |             |             | suppletiv      |

Durch die Wahl unterschiedlicher Verbalbasen können also zwei Funktionen ausgedrückt werden:
- 1. die Kennzeichnung des Präsens-Futur gegenüber dem Präteritum.
- 2. die Kennzeichnung des pluralischen Subjekts gegenüber dem singularischen Subjekt.

### Pronominale Suffixe in Slot 13
Es gibt zwei Formen pronominaler Suffixe, die im Slot 13 verwendet werden (Reihe A und B), sie unterscheiden sich allerdings nur in der 3. Person:
|         | 1.sg. | 2.sg. | 3.sg. | 1.pl.  | 2.pl.  | 3.pl. |
| ------- | ----- | ----- | ----- | ------ | ------ | ----- |
| Reihe A | -en   | -en   | -e    | -enden | -enzen | -ene  |
| Reihe B | -en   | -en   | -Ø    | -enden | -enzen | -eš   |

Im Präsens-Futur bezeichnen die pronominalen Suffixe der Reihe A das Agens eines transitiven Verbums und die der Reihe B das Subjekt eines intransitiven Verbums, welches (bis zum Ende des 3. Jahrtausends in der Regel) ein /ed/ im Slot 12 vorangestellt bekommt.
Im Präteritum werden nur die pronominalen Suffixe der Reihe B verwendet. Sie kennzeichnen das intransitive Subjekt und das Objekt transitiver Verben, außerdem das pluralische Agens.

### Pronominale Präfixe in Slot 10
Die pronominalen Präfixe in Slot 10 bezeichnen das Agens des Präteritums (es werden nur die singularischen Formen verwendet, siehe Konjugationsschema des Präteritums) und das direkte Objekt im Präsens-Futur. Die Formen 1. und 2. Person sind im Plural nicht belegt:
| 1.sg.    | 2.sg.    | 3.sg.PK | 3.sg.SK  | 3.pl.      |
| -------- | -------- | ------- | -------- | ---------- |
| j, e (?) | j, e (?) | n       | b oder Ø | nne oder b |

### Präsens-Futur-Marker /-ed/ in Slot 12
Wenn die Verbalbasis keine besondere Form für das Präsens-Futur besitzt, unterscheidet nur /ed/ im Slot 12 das intransitive Präsens-Futur vom intransitiven Präteritum.

### Konjugationsschema des Präsens-Futurs (Imperfektiv)
Damit ergibt sich für das Präsens-Futur folgendes Konjugationsschema: (PF = Präsens-Futur)
| Slot        | Slot 10     | Slot 11  | Slot 12   | Slot 13             |
| Funktion    | Objekt      | Basis    | PF-Marker | Agens / intr. Subj. |
| ----------- | ----------- | -------- | --------- | ------------------- |
| transitiv   | pron. Präf. | PF-Basis |           | pron. Suff. Reihe A |
| intransitiv |             | PF-Basis | /ed/      | pron. Suff. Reihe B |

### Konjugationsschema des Präteritums (Perfektiv)
Die Pronominalpräfixe des Slot 13, Reihe B (Formen siehe oben) kennzeichnen im Präteritum das Subjekt des intransitiven und das direkte Objekt des transitiven Verbums.
Das Agens eines transitiven Verbums im Präteritum wird im Singular durch die Formen des pronominalen Präfixes in Slot 10 dargestellt (Formen siehe oben), im Plural ebenfalls durch die singularischen Präfixe im Slot 10 und zusätzlich durch die pluralischen Suffixe des Slot 13, Reihe B (Formen siehe oben). In diesem Fall (pluralisches Agens) kann ein pronominales Objekt nicht gekennzeichnet werden, da der Slot 13 besetzt ist. Somit ergibt sich für das Präteritum folgendes Konjugationsschema:
| Slot                | Slot 10       | Slot 11    | Slot 13                         |
| Funktion            | Agens         | Basis      | intr. Subj./ Obj. / plur. Agens |
| ------------------- | ------------- | ---------- | ------------------------------- |
| intransitiv         |               | Prät-Basis | Subjekt: pron. Suff. Reihe B    |
| transitiv sg. Agens | pron.Präf.    | Prät-Basis | Objekt: pron. Suff. Reihe B     |
| transitiv pl. Agens | pron.Präf.sg. | Prät-Basis | Agens: pron. Suff. Reihe B pl.  |

### Zusammenfassung der Konjugationen
Die folgende Tabelle stellt schematisch die Konjugation sumerischer Verben in den Tempora Präsens-Futur (PF) und Präteritum dar.
| Tempus     | Trans/Intrans | Slot 10              | Slot 11     | Slot 12   | Slot 13                        |
| ---------- | ------------- | -------------------- | ----------- | --------- | ------------------------------ |
|            |               | Pron. Präfixe        | Verbalbasis | PF-Marker | Pron. Suffixe                  |
| Präs-Fut   | transitiv     | Objekt: pron. Präf.  | PF-Basis    |           | Agens: pron. Suff. Reihe A     |
| Präs-Fut   | intransitiv   |                      | PF-Basis    | /ed/      | Subjekt: pron. Suff. Reihe B   |
| Präteritum | transitiv Sg. | Agens: pron.Präf.    | Prät-Basis  |           | Objekt: pron. Suff. Reihe B    |
| Präteritum | transitiv Pl. | Agens: pron.Präf.Sg. | Prät-Basis  |           | Agens: pron. Suff. Reihe B Pl. |
| Präteritum | intransitiv   |                      | Prät-Basis  |           | Subjekt: pron. Suff. Reihe B   |

### Split-Ergativität und sumerisches Verbalsystem
Das Präsens-Futur verwendet in der 1. und 2. Person faktisch ein Nominativ-Akkusativ-System, da Agens und intransitives Subjekt mit denselben pronominalen Suffixen in Slot 13 bezeichnet werden, während die Präfixe des Slot 10 das Objekt kennzeichnen. In den 3. Personen gibt es ein ergativisches System mit verschiedenen Affixen für Agens und intransitives Subjekt.
Das Präteritum benutzt durchgehend ein ergativisches System: Intransitives Subjekt und direktes Objekt verwenden dieselben pronominalen Suffixe der Reihe B in Slot 13.

### Die adverbialen Präfixe in Slot 6 bis 9
In den Slots 6 bis 9 können adverbiale Präfixe auftreten, die adverbiale Ergänzungen zum Handlungsablauf leisten.
| Slot     | Slot 6 | Slot 7    | Slot 8 A | Slot 8 B   | Slot 9 A | Slot 9 B |
| Funktion | Dativ  | Komitativ | Ablativ  | Terminativ | Lokativ  | Direktiv |
| -------- | ------ | --------- | -------- | ---------- | -------- | -------- |
| Präfix   | a      | da (di)   | ta (ra)  | ši         | ni       | i / j    |

In den Slots 8 und 9 kann nur je eine der beiden Varianten realisiert sein. Vor dem Lokativpräfix /ni/ kann das Komitativpräfix zu /di/ werden, intervokalisch (zwischen zwei Vokalen) das Ablativpräfix zu /ra/.

### Pronominale Präfixe in Slot 5
Die pronominalen Präfixe in Slot 5 beziehen sich auf das erste adverbiale Präfix in den Slots 6–9 und werden von diesen wiederaufgenommen. Sie lauten:
| Person  | 1.sg. | 2.sg.    | 3.sg.PK | 1.pl. | 2.pl. | 3.pl. |
| ------- | ----- | -------- | ------- | ----- | ----- | ----- |
| Präfixe | j (?) | ir, j, e | nn, n   | me    | ene   | nne   |

Bei der Verwendung dieser Präfixe gibt es viele Ausnahmen und Sonderfälle, teilweise werden Präfixe der Slots 3 und 4 als Ersatz verwendet. Vor dem Dativ- und Direktivpräfix wird in der 1.sg. eine Form des Ventivpräfixes /mu/ (siehe unten Slot 2) verwendet. Als Ersatz für das fehlende Präfix der 3.sg. Sachklasse dient das Mediumpräfix /ba/ (siehe unten Slot 4). Vor die Präfixe /jr/, /nn/, /nne/ in Anfangsposition tritt ein prothetisches (vorangestelltes) /i-/.

### Mediumpräfix /ba/ in Slot 4
Das „Mediumpräfix“ /ba/ in Slot 4 drückt aus, dass die Handlung das grammatische Subjekt oder seine Interessen unmittelbar berührt. Sekundär ist die Funktion von /ba/ als Ersatz für das pronominale Präfix in Slot 5 in der 3.sg. SK (letztes Beispiel).
Beispiele zum Mediumpräfix /ba/
| Verbform      | Analyse 1                                | Analyse 2                                        | Bedeutung                    |
| ------------- | ---------------------------------------- | ------------------------------------------------ | ---------------------------- |
| ba-úš         | 4 ba – 11 uš − 13 Ø                      | MED-sterben-3.sg.Subj                            | er stirbt                    |
| ba-hul        | 4 ba – 11 hul – 13 Ø                     | MED-zerstören-3sg.Subj                           | er wurde zerstört            |
| ba-an-tuku    | 4 ba – 10 n – 11 tuku – 13 Ø             | MED-3.sg.Ag-haben-3sg.Obj                        | er nahm für sich             |
| igi ba-ši-bar | igi-Ø 4 ba – 8 ši – 10 n – 11 bar – 13 Ø | Auge-Abs. 3.SA.Pr-TERM-3.Sg.Ag.-richten-3Sg.Obj. | richtete sein Auge auf etwas |

### Ventivpräfix /mu/ in Slot 3
Das „Ventivpräfix“ bezeichnet eine Bewegung der Handlung auf den Ort des mitgeteilten Sachverhalts oder einer verbalen Ergänzung hin. Vor dem Dativ-Präfix (Slot 6) oder Direktiv-Präfix (Slot 9) fungiert es in der 1. sg. als pronominales Präfix (Ersatz für Slot 5).
Seine Formen sind
- /m/ vor Vokal, vor /b/ und unmittelbar vor der Verbalbasis (/mb/ wird zu /mm/ assimiliert und schließlich zu /m/ gekürzt);
- in allen anderen Fällen lautet es /mu/, wobei sich das /u/ an den Vokal der folgenden Silbe assimilieren kann.

### Koordinationspräfix /nga/ in Slot 2
Dieses Präfix wird der letzten Verbalform einer gleichgeordneten Kette von Verbalformen präfigiert und hat die Bedeutung „und auch“, ist also ein sog. Satzkoordinator.

### Die Modalpräfixe in Slot 1
In Slot 1 stehen das „Negationspräfix“, das „Sequenzpräfix“ oder die eigentlichen „Modalpräfixe“.
Das Negationspräfix (Verneinungspräfix) indikativer (und infiniter) Verbalformen ist /nu-/, das /u/ kann sich an die Vokale der folgenden Silbe assimilieren. Vor den Silben /ba/ und /bi/ lautet das Negationspräfix /la-/ bzw. /li-/.
Das Sequenzpräfix /u-/ drückt die Nachzeitigkeit der Verbalform im Vergleich zu den vorher beschriebenen Handlungen aus („und dann …“). /u/ kann sich an den Vokal der nächsten Silbe assimilieren.
Sieben Präfixe im Slot 1 beschreiben die Modalität der Handlung, modifizieren also die neutrale Grundbedeutung der Verbform. Dabei kann einerseits die Aussagerealität des Sachverhaltes modifiziert werden („epistemische“ Modalität: sicher, wahrscheinlich, vielleicht, sicher nicht …) oder andererseits beschrieben werden, was getan oder nicht getan werden sollte („deontische“ Modalität).
Modalpräfixe im Slot 1
| Präfix | Verwendung  | Semantik           | Bedeutung                                        |
| ------ | ----------- | ------------------ | ------------------------------------------------ |
| ga-    | deontisch   | positiv, nur 1.Ps. | ich will/ wir wollen tun                         |
| ha-    | deontisch   | optativ            | muss oder soll getan werden (erfüllbarer Wunsch) |
| ha-    | epistemisch | affirmativ         | ist möglich/sicher, dass                         |
| bara-  | deontisch   | vetitiv            | darf nicht getan werden                          |
| bara-  | epistemisch | stark verneinend   | ist sicher, dass nicht                           |
| na(n)- | deontisch   | schwach negativ    | sollte nicht getan werden                        |
| na(n)- | epistemisch | negativ            | ist nicht möglich, dass                          |
| na-    | epistemisch | positiv            | ist wirklich so                                  |
| ša-    | epistemisch | positiv            | ist wirklich so                                  |
| nuš-   | deontisch   | positiv            | sollte getan werden (unerfüllbarer Wunsch)       |

### Prothetisches /i-/
Das prothetische (vorangestellte) Präfix ì- tritt immer dann auf, wenn sonst nur ein einzelner Konsonant als Präfix vorhanden wäre, das Wort mit zwei Konsonanten anfinge oder kein Präfix vorhanden ist, die Verbform aber finit sein soll.

### Beispiele zur Verbalbildung
Bei den Verbalformen ist in der Morphemzerlegung für die einzelnen Bestandteile die Nummer des Slots nachgestellt (Slot 0 für das prothetische /ì-/).
| Bsp. | Schreibung            | Morphemzerlegung (mit Slots) / Analyse                                                                                  | Übersetzung                           |
| ---- | --------------------- | --- | ------------------------------------- |
| 1    | lugal mu-ĝen          | lugal-Ø mu (3) – ĝen (11) – Ø (13) König-ABS VENT–gehen.PRÄT–3s.SBJ                                                     | der König kam                         |
| 2    | lugal-e bad ì-in-sè   | lugal-e bad-Ø i (0) – n (10) – seg (11) – Ø (13) König-ERG Mauer-ABS PROTH-3s.AG-niederreißen-3s.OBJ                    | der König riss die Mauer(n) nieder    |
| 3    | im-ta-sikil-e-ne      | i (0) – m (3) – b (5) – ta (8) – b (10) – sikil (11) – e (12) – ene (13) PROTH-VENT-3.SK-ABL-3.SK.OBJ-reinigen.PF-3p.PK | sie reinigen dieses hier damit        |
| 4    | mu-ra-an-sum          | mu (3) – jr (5) – a (6) – n (10) – sum (11) – Ø (13) VENT-2s-DAT-3.PK.AG-geben.PRÄT-3.OBJ                               | er gab es dir                         |
| 5    | mu-na-ab-ús-e         | mu (3) – n (5) – a (6) – b (10) – us (11) – e (12) – Ø (13) VENT-3.PK-DAT-3.PK.OBJ-auferlegen-IPFV-3s.PK.AG             | er erlegte es ihm auf                 |
| 6    | zú-ĝu10 ma-gig        | zu-ĝu m (3) – Ø (5) – a (6) – gig (11) – Ø (13) Zahn-1s.POSS VENT-1s-DAT-krank.sein.PRÄT-3.SBJ                          | mein Zahn hat mir wehgetan            |
| 7    | ki-bi-šè ba-ni-in-ĝar | ki-bi-še ba (4) – ni (9) – n (10) – ĝar (11) – Ø (13) Ort-3.SK.POSS-TERM MED-LOC-3.PK.AG-stellen-3.OBJ                  | er stellte es an seinen Platz         |
| 8    | nu-mu-ù-ta-zu         | nu (1) – mu (3) – j (5) – ta (8) – Ø (10) – zu (11) – Ø (13) NEG-VENT-2s-ABL-1s.AG-wissen.PRÄT-3.OBJ                    | ich habe es von dir nicht erfahren    |
| 9    | ḫé-mu-ù-zu            | ḫe (1) – mu (3) – j (10) – zu (11) – Ø (13) PREK-VENT-2s.AG-wissen.PRÄT-3.OBJ                                           | mögest du es erfahren!                |
| 10   | ù-na-du11             | u (1) – n (5) – a (6) – j (10) – dug (11) – Ø (13) SEQ-3s.PK-DAT-2s.AG-sagen.PRÄT-3.OBJ                                 | und dann hast du ihm folgendes gesagt |

Erläuterung der Abkürzungen:
| Abk.     | Erläuterung                                             |
| -------- | ------------------------------------------------------- |
| 1        | 1. Person                                               |
| 2        | 2. Person                                               |
| 3        | 3. Person                                               |
| ABL      | Ablativ                                                 |
| AGENS/AG | Subjekt bei transitiven Sätzen (Agens)                  |
| DAT      | Dativ                                                   |
| LOC      | Lokativ                                                 |
| MED      | Medium                                                  |
| NEG      | Negation                                                |
| OBJ      | direktes Objekt (Patiens)                               |
| p        | Plural                                                  |
| PF       | Präsens-Futur (eig. Imperfektiv; marû)                  |
| PK       | Personenklasse (human)                                  |
| POSS     | Possessivpronomen                                       |
| PREK     | Prekativ                                                |
| PROTH    | prothetischer Vokal /ì-/                                |
| PT       | Präteritum (eig. Perfektiv; ḫamṭu)                      |
| s        | Singular                                                |
| SBJ      | Subjekt in intransitiven Sätzen                         |
| SEQ      | sequentielle Verbform (zeitlich der vorherigen folgend) |
| SK       | Sachklasse (nicht-human)                                |
| TERM     | Terminativ (Kasus)                                      |
| VENT     | Ventiv                                                  |

## Weitere Formen
Für die Darstellung weiterer Verbalformen (Imperativ, infinite Formen), der Verwendung anderer Wortarten (Pronomina, Zahlwörter, Konjunktionen) und insbesondere der sumerischen Syntax wird auf die angegebene Literatur verwiesen.

### Lehrwerke
- Laurent Colonna d’Istria / Walther Sallaberger (Hrsg.): Sumerisch: Eine Einführung in Sprache, Schrift und Texte. Mit 50 Texten von Gudea von Lagaš bis Lipit-Eštar von Isin, Band I, II und III, 2023, Gladbeck, OpenAccess
- Hayes, J.L.: A manual of Sumerian grammar and texts, Third, revised and expanded edition, 2018, Malibu, ISBN 978-0979893742
- Joshua Aaron Bowen (Autor), Megan Hollie Caroline Lewis: Learn to Read Ancient Sumerian. An Introduction for Complete Beginners, Volume I, 2018, Digital Hammurabi Press, ISBN 978-1734358605
- Joshua Aaron Bowen (Autor), Megan Hollie Caroline Lewis: Learn to Read Ancient Sumerian. An Introduction for Complete Beginners, Volume II, 2023, Digital Hammurabi Press, ISBN 979-8988902119

### Grammatik
- Pascal Attinger: Eléments de linguistique sumérienne. Editions Universitaires de Fribourg, Göttingen 1993, ISBN 3-525-53759-X.
- Dietz-Otto Edzard: A Sumerian Grammar. Brill, Leiden 2003, ISBN 90-04-12608-2.
- Adam Falkenstein: Das Sumerische. Brill, Leiden 1959, 1964.
- Adam Falkenstein: Grammatik der Sprache Gudeas von Lagaš. Band 1: Schrift- und Formenlehre. Band 2: Syntax (= Analecta Orientalia. Band 28/29). 2. Auflage, Pontificium Institutum Biblicum, Rom 1978.
- John L. Hayes: Sumerian. A manual of Sumerian grammar and texts. 2. Auflage. Undena Publications, Malibu CA 2000, ISBN 0-89003-197-5.
- Bram Jagersma: A descriptive grammar of Sumerian. MS, Leiden 1999 (4th preliminary version).
- Irina Trofimovna Kaneva (Ирина Трофимовна Канева): Шумерский язык. Orientalia. Центр „Петербургское Востоковедение“, Sankt Petersburg 1996.
- Piotr Michalowski: Sumerian. In: Roger D. Woodard (Hrsg.): The Cambridge Encyclopedia of the World’s Ancient Languages. Cambridge University Press, Cambridge 2004, ISBN 0-521-56256-2.
- Arno Poebel: Grundzüge der sumerischen Grammatik. Rostock 1923.
- Marie-Louise Thomsen: The Sumerian Language. An Introduction to its History and Grammatical Structure. Akademisk-Forlag, Kopenhagen 1984, 2001, ISBN 87-500-3654-8.
- Gábor Zólyomi: Genitive Constructions in Sumerian. In: Journal of Cuneiform Studies, Band 48, 1996, ISSN 0022-0256, S. 31–47.
- Gábor Zólyomi: Sumerisch. In: Michael P. Streck (Hrsg.): Sprachen des Alten Orients. Wissenschaftliche Buchgesellschaft, Darmstadt 2005 (Grundlage für die hier vorgestellte Kurzgrammatik, insbesondere der Verbalmorphologie).

### Lexikon
- John Alan Halloran: Sumerian Lexicon. A Dictionary Guide to the Ancient Sumerian Language. Logogram Publishing, Los Angeles 2006, ISBN 0-9786429-0-2 (Vorversionen der Druckfassung auch im Internet verfügbar).
- Anton Deimel: Šumerisches Lexikon. Rom 1947.

### Sprachverwandtschaft
- John D. Bengtson: The Riddle of Sumerian: A Dene-Caucasic language? In: Mother Tongue, Gloucester MA 3.1997. ISSN 1087-0326
- Igor Michailowitsch Djakonow: External Connections of the Sumerian Language. In: Mother Tongue, Gloucester MA 3.1997. ISSN 1087-0326
- Igor Michailowitsch Djakonow: More on Possible Linguistic Connections of the Sumerians. In: Mother Tongue. Gloucester MA 5.1999. ISSN 1087-0326
- Ernst Kausen: Die Sprachfamilien der Welt. Teil 1: Europa und Asien. Buske, Hamburg 2013, ISBN 978-3-87548-655-1 (Kapitel 8)

### Texte
- Edmond Sollberger, Jean-Robert Kupper: Inscriptions Royales Sumeriennes et Akkadiennes. In: Littératures anciennes du Proche-Orient. Les Editions du Cerf, Paris 5.1971. ISSN 0459-5831
- François Thureau-Dangin: Die sumerischen und akkadischen Königsinschriften. Hinrichs, Leipzig 1907.
- Konrad Volk: A Sumerian Chrestomathy. Harrassowitz Verlag, Wiesbaden 2012, ISBN 978-3-447-06782-9 (Subsidia et Instrumenta Linguarum Orientis 5), Digitalisat der gedruckten Ausgabe / Ergänzungen für den (Selbst)Unterricht